# Skibskatastrofen ved Honda Point
Skibskatastrofen ved Honda Point er det største tab af skibe, som United States Navy har lidt i fredstid. Om aftenen den 8. september 1923 løb ni destroyere, der sejlede med en fart af 20 knob (37 km/t), på grund på klipperne ved Honda Point, få kilometer fra den nordlige indsejling til Santa Barbara-kanalen ved den californiske kyst ud for Santa Barbara County. Kun to af skibene kunne bagefter selv komme fri af klipperne. 23 søfolk mistede livet, og mange blev såret, herunder 15 på et af skibene, Delphy. 

## Geografiske forhold ved Honda Point
Området ved Honda Point (også kaldet Pedernales Point) er særdeles farligt for skibsfarten langs den californiske kyst, fordi det omfatter et række klippegrunde (der under et kaldes "dødens gab" og hvoraf en nu hedder "Destroyer Rock", dvs. destroyerklippen), som stikker omkring en halv kilometer ud fra kysten. Det har været en navigationsmæssig udfordring lige fra de spanske opdagelsesrejsende først dukkede op i 1500-tallet. Stedet ligger også nær indsejlingen til den sommetider forræderiske Santa Barbara-kanal, som er en populær genvej for skibe, der skal til og fra havnene i det sydlige Californien, og som er fra 20-40 km bred fra kysten til øerne på kanalens anden side. Indsejlingen til kanalen er et af de mest stormomsuste steder på vestkysten af USA, og skibe vælger ofte at ride en storm af i den lille havn på San Miguel Island. 6-9 meter høje bølger tvinger med mellemrum havnene i Santa Barbara, Ventura, Port Hueneme og Oxnard til at lukke. Det farligste område er fra Point Pedernales østpå, langs den sydvendte, øde kyststrækning, hvis største del nu er en del af Vandenberg luftbasens affyrings- og testområde. Skibe kan blive blæst ind mod kysten eller besætningen kan miste orienteringen i den tætte tåge, som er almindelig ved Californiens centrale kyst om sommeren.

## Ulykken
De fjorten skibe i destroyer-eskadre 11 (DESRON 11) sejlede sydpå fra San Francisco mod San Diego i eftersommeren 1923. Eskadren var under ledelse af kommandør Edward H. Watson på flagskibet USS Delphy (DD-261), som anførte eskadren. Alle dens skibe var destroyere af Clemson-klassen og mindre end 5 år gamle. Kl. 21.00 drejede skibene mod øst til kurs 095, idet de derved formodede at sejle ind i Santa Barbara-kanalen.
Skibene navigerede ved gisset navigation, så de anslog deres position på grundlag af deres kurs og fart, som målt ved skruens omdrejninger. På den tid var radionavigation ny og ansås ikke for fuldt pålidelig. Delphy var udstyret med en modtager til radionavigation, men ignorerede dens pejlinger, idet man mente de var fejlagtige.  Der blev ikke gjort forsøg på at tage lodskud eller andre dybdemålinger. Det blev undladt, fordi det krævede fartnedsættelse, som stred imod, at skibene indgik i en øvelse, som simulerede krigsforhold. I dette tilfælde viste den gissede position sig at være forkert og fejlen fatal.
Tidligere samme dag løb postdamperen Cuba på grund i nærheden. Nogle tilskrev disse ulykker i Santa Barbara-kanalen udsædvanlige strømme forårsaget af jordskælvet i Tokyo ugen før.

### Involverede skibe
I rækkefølge var skibene (hvor fremhævet betyder tabte skibe):
- USS Delphy (DD-261) som var eskadrens flagskib, der løb på grund på kysten ved en fart på 20 knob. Derefter aktiverede hun sine sirener, som alarmerede nogle af de bagerste skibe og hjalp med til, at de undgik tragedien. Tre besætningsmedlemmer omkom. Der var en civilperson om bord på Delphy. Eugene Dooman, en ekspert på Japan i USA's udenrigsministerium var om bord som kaptajn Watsons gæst.
- USS S. P. Lee (DD-310) fulgte få hundrede meter efter. Den så Delphy standse brat og drejede mod bagbord som svar, men løb ind på kysten.
- USS Young (DD-312) foretog ingen drejning. Dens køl blev revet op på de undersøiske skær, vandet strømmede ind, og skibet kæntrede til styrbords side i løbet af minutter. Tyve mand af besætningen omkom.
- USS Woodbury (DD-309) drejede til styrbord, men løb ind i en klippe ud for kysten.
- USS Nicholas (DD-311) drejde mod bagbord og ramte også en fremspringende klippe.
- USS Farragut (DD-300) løb på grund, men var i stand til at bringe sig selv flot og gik ikke tabt.
- USS Fuller (DD-297) gik på grund ved siden af Woodbury.
- USS Percival (DD-298) undgik ulykken næsten uden beskadigelse.
- USS Somers (DD-301) blev let beskadiget.
- USS Chauncey (DD-296) gjorde forsøg på at redde søfolk, som opholdt sig oven på den kæntrede Young, men løb selv på grund tæt ved.

De øvrige fire skibe undgik helt klipperne:
- USS Kennedy (DD-306)
- USS Paul Hamilton (DD-307)
- USS Stoddert (DD-302)
- USS Thompson (DD-305)

### Retsligt efterspil
Flåden nedsatte en krigsret, og det blev fastslået, at der var tale om fejl fra kommandøren og navigatørerne. Radionavigationen havde vist korrekt. Kommandør Watson påtog sig hele ansvaret, men der blev også lagt skyld på hver enkelt skibskaptajn ud fra princippet om, at en kaptajns første ansvar er overfor sit eget skib, uanset at det sejler som del af en formation.
Kaptajn Watson beholdt sin militære rang til sin pensionering i november 1929. Enkelte officerer og besætningsmedlemmer blev hædret for deres modige indsats under redningsarbejdet, som foregik under meget vanskelige betingelser.
På Vandenbergbasen er opsat et mindesmærke for katastrofen.

## Yderligere læsning
- Anthony Preston Destroyers (1998)